# César Chávez
César Estrada Chávez (Yuma, 31 marzo 1927 – San Luis, 23 aprile 1993) è stato un sindacalista e attivista statunitense, celebre per le sue lotte in favore dei braccianti agricoli di origine ispanica.

## Biografia
Figlio di immigrati messicani, fondò nel 1962, assieme a Dolores Huerta, il Sindacato nazionale dei contadini (National Farm Workers Association).
Sostenne inoltre i diritti degli animali e fu vegano.

## Il film
Nel 2014 viene pubblicato il film che narra le vicende della sua vita, intitolato Cesar Chavez, con Michael Peña nei panni di Chavez.